# Rhacochelifer andreinii
Rhacochelifer andreinii är en spindeldjursart som beskrevs av Beier 1954. Rhacochelifer andreinii ingår i släktet Rhacochelifer och familjen tvåögonklokrypare. Inga underarter finns listade i Catalogue of Life.